# Barham Salih
Barham Ahmad Salih (arab. ‏برهم أحمد صالح‎, ur. 12 września 1960 w As-Sulajmanijji) – iracki polityk narodowości kurdyjskiej, wicepremier Iraku w latach 2004–2005 i 2006–2009, premier Kurdystanu od 1 września 2009 do 5 kwietnia 2012, prezydent Iraku od 2 października 2018 do 13 października 2022.

## Życiorys
W 1979 roku Salih opuścił Irak. Jeszcze przed wyjazdem wstąpił do Patriotycznej Unii Kurdystanu (PUK) i był wielokrotnie więziony. Ukończył studia licencjackie budownictwa lądowego na Uniwersytecie w Cardiff, a następnie studia magisterskie w zakresie statystyki na Uniwersytecie Liverpoolskim.
Po studiach pracował w Wielkiej Brytanii jako inżynier. Był także rzecznikiem Patriotycznej Unii Kurdystanu w Londynie. Następnie przez 10 lat reprezentował partię i rząd Kurdystanu w Stanach Zjednoczonych.
Od 21 stycznia 2001 do 4 lipca 2004 zajmował stanowisko premiera rządu Kurdyjskiego Regionu Autonomicznego pod kontrolą PUK. Od 1 czerwca 2004 do 3 maja 2005 był wicepremierem Iraku ds. bezpieczeństwa narodowego w gabinecie premiera Ijada Allawiego. Od 3 maja 2005 do 20 maja 2006 zajmował stanowisko ministra planowania i rozwoju współpracy w rządzie Ibrahima al-Dżafariego.
W latach 2006–2009 pełnił ponownie funkcję wicepremiera Iraku. 1 września 2009 został mianowany premierem Kurdystanu i sprawował ten urząd do 5 kwietnia 2012, kiedy zastąpił go Nechirvan Barzani.
2 października 2018 Barham Salih został wybrany przez parlament na stanowisko prezydenta Iraku, jako następca Fu’ada Masuma – również wywodzącego się z Patriotycznej Unii Kurdystanu.